# 澎湖廳憲兵隊
澎湖廳憲兵隊，又稱澎湖廳憲兵分隊，是位於台灣澎湖縣馬公市的衙署建築，當前登錄為澎湖縣歷史建築，現改建為洪根深美術館。

## 歷史

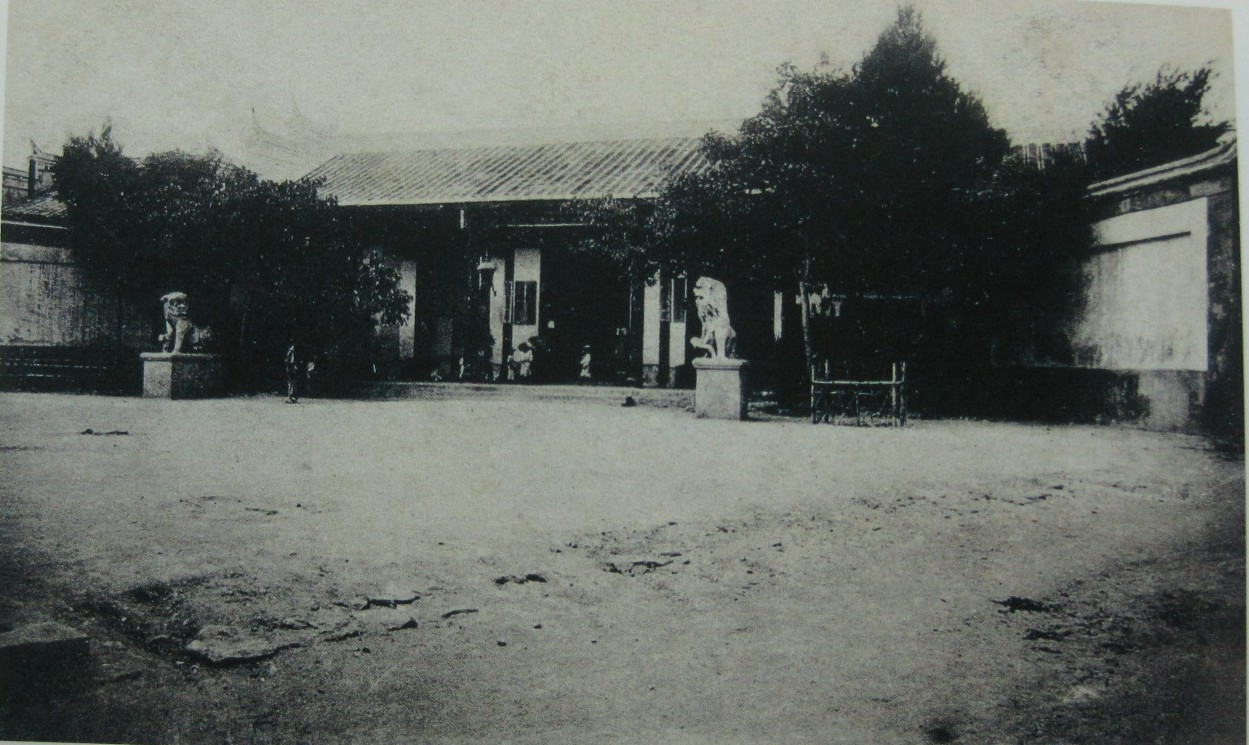
清末時的原澎湖總鎮署衙門

澎湖憲兵隊位於澎湖天后宮西鄰，前身為澎湖水師協鎮（副將）署，並在澎湖之役後升格為澎湖水師鎮，水師鎮辦公署另移他處，而原協鎮署則改挪作澎湖通判衙門經營。一直到光绪二十一年（1895年），歸因乙未戰爭使日軍登陸澎湖，使澎湖島憲兵隊進駐之初，通判署內的建物配置都沒有太大的變動，並在署旁增建監房及化善所各一處。
日治時期，原通判衙門建築則由台灣憲兵隊澎湖島分隊使用，並在昭和6年（1931年）時，憲兵分隊將原通判衙門廳舍拆除改建，並興建包含武道廳本身、馬房、辦公廳、及6棟宿舍的新廳舍公事。昭和16年（1941年）歸因太平洋戰爭爆發，單位人員則在管轄區域北側邊坡興建2座防空洞，已供憲兵門及其軍方家屬躲避空襲之用。

### 戰後至今
民國34年（1945年）國軍接收澎湖過後，先將憲兵隊營區撥交澎湖防衛司令部運輸組使用，也曾應部隊人數的增加而增添了一些厨房、廁浴等建築，並且將營區西北側的兩棟日式宿舍闢為「女青年之家」，到民國47年（1958年）為因應八二三砲戰的新局勢，軍方則改組為馬公港口指揮部（簡稱港指部），也增建了餐廳及L形大廳後面的地下戰堡，來增加支援金門前線的運補功能。而營區北側的土丘則因為劃交給空軍防砲部隊接管，而增建了防空砲座等設施。民國62年（1973年），縣政府因闢建民族路南段，而將土丘南側的兩棟日式宿舍拆除，民國84年（1995年）L形辦公廳西側的兩棟日式宿舍也因老舊因素而被拆除，改建為兩層鋼筋混凝土造寢室大樓。民國89年（2000年），縣政府將港指部營區變更地目為「社教用地」，兩年後又將港指部登錄為歷史建築。2004年軍方將港指部園區移交給縣政府使用以便保存再利用、規劃，並在2017年向公眾開放參觀。2020年在文化部抑注經費活化後，建築群則正式作為洪根深美術館啟用。

## 建築設計
當前澎湖憲兵隊營區中，則保存西側玄武岩圍牆、L形辦公廳、武道廳（含倉庫）、馬房、兩棟僅存的日式宿舍，及1958年增建的地下戰堡、防空砲座等戰後軍事設施，除了武道廳一樓倉庫和L形辦公廳使用混凝土加鋼筋構築之外，武道廳二層建築、馬房、及宿舍都是和式風格的木造建築。
L形辦公廳位於營區大門北側，是日治昭和6年（1931年）改建之鋼筋混凝土建築，採用關東大地震之後所謂改良官舍的建築形式。建築基座以地樑抬高約1公尺，在地板通風良好，防潮性能頗佳，戰後曾作為港指部指揮大樓使用。劍道廳及馬房則位在指揮部大樓西側，是一棟存磚木造的的二層樓建築，目前僅存的兩棟日式宿舍（獨棟及雙拼各一間）則位於基地北側，都是和式的魚鱗板一層建築。而周邊土丘上有國軍防砲部隊所建的一座防空砲座，砲座是一層的鋼筋混凝土圓形建築。

## 相關條目

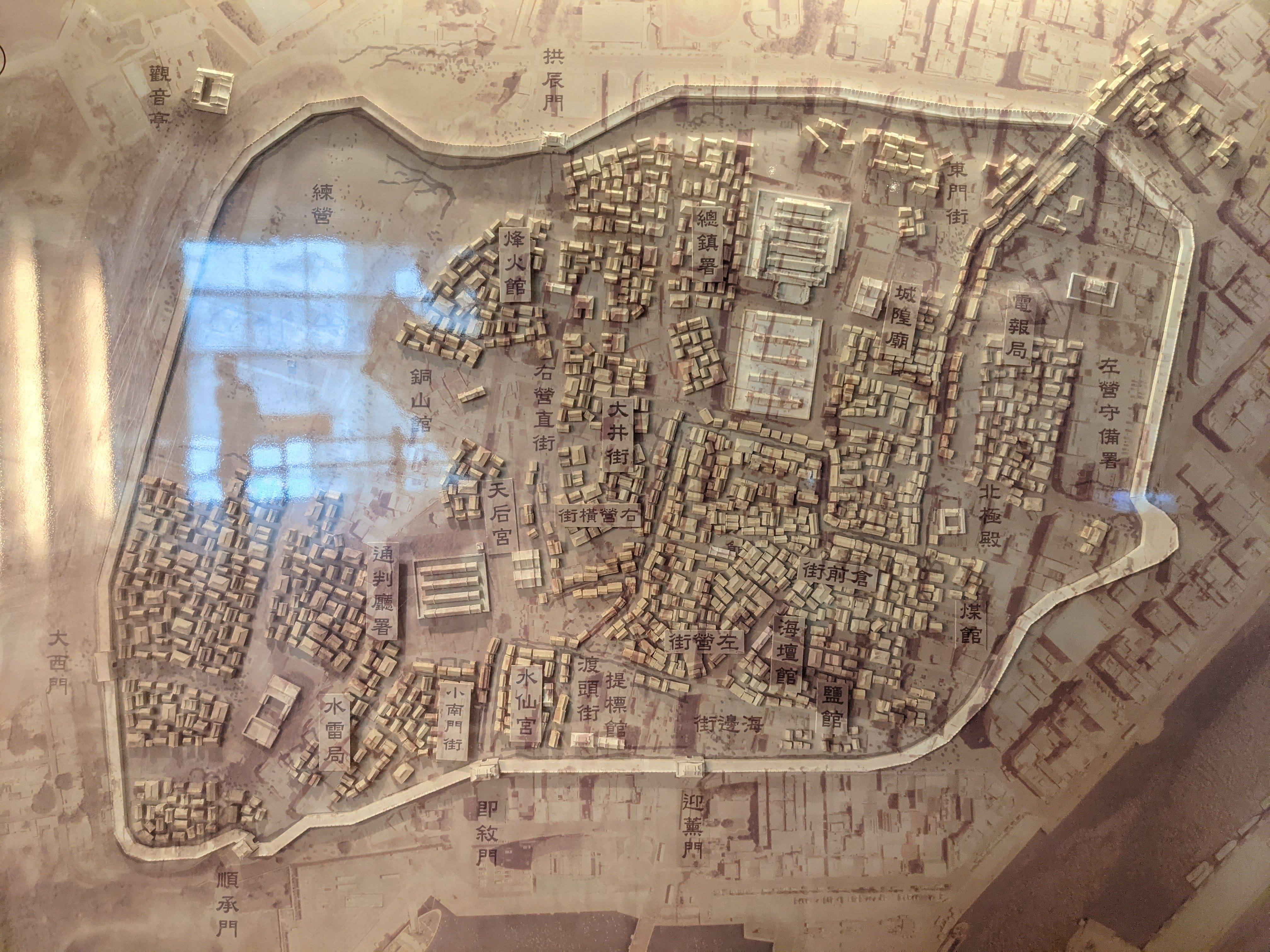
澎湖生活博物館展示的清代澎湖廳城模型。

## 圖輯

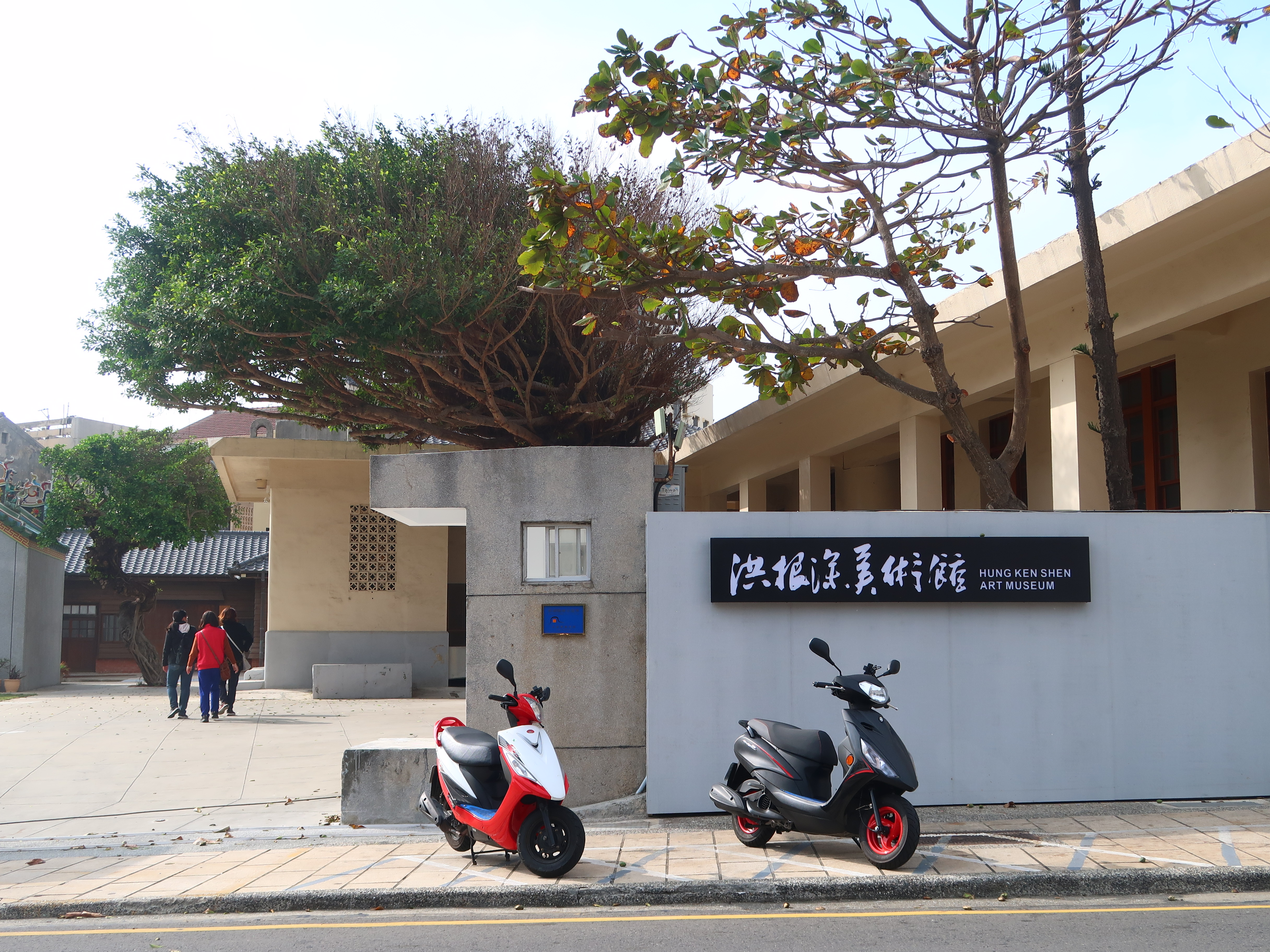
當前園區入口
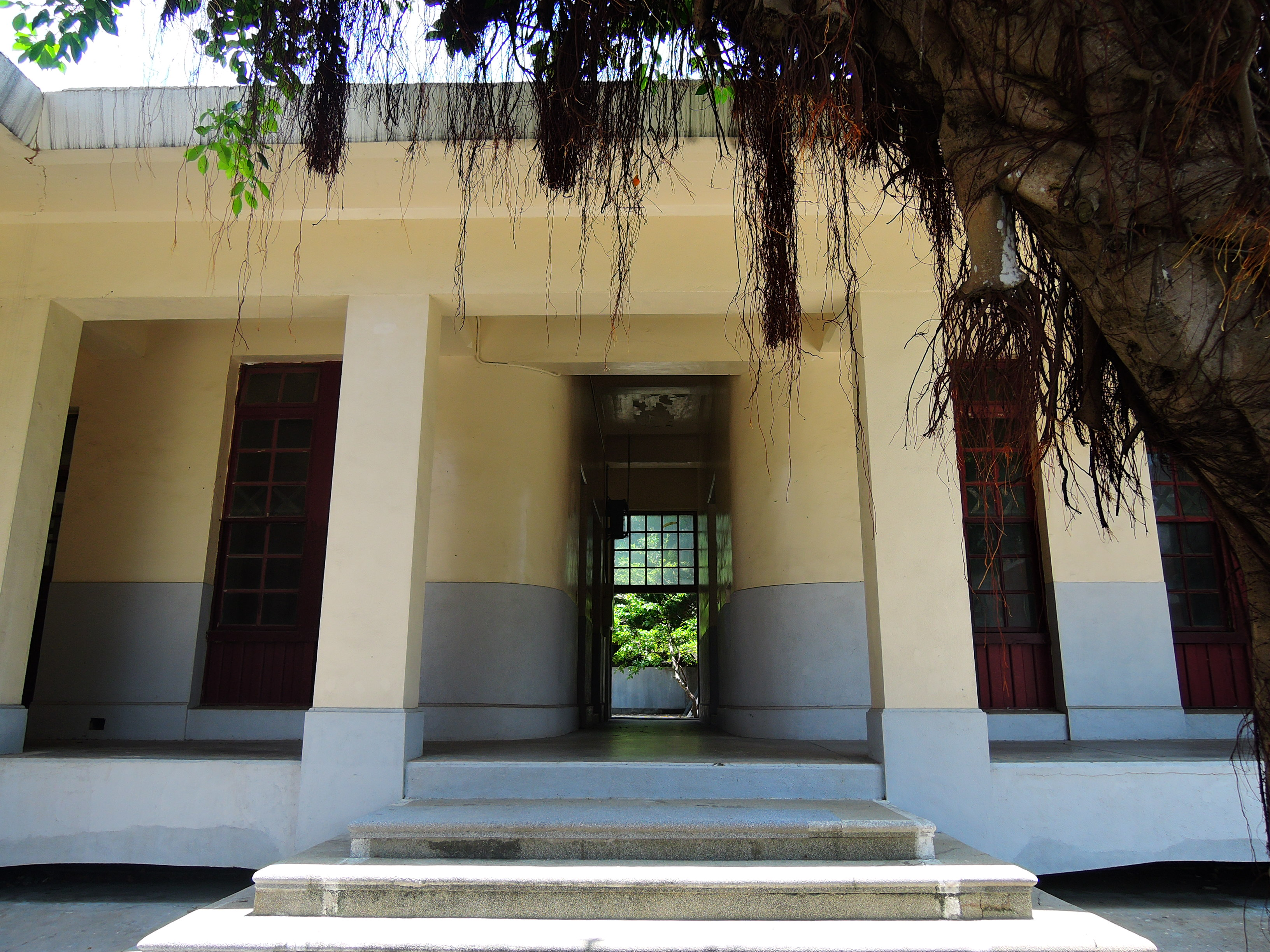
L形辦公廳近景
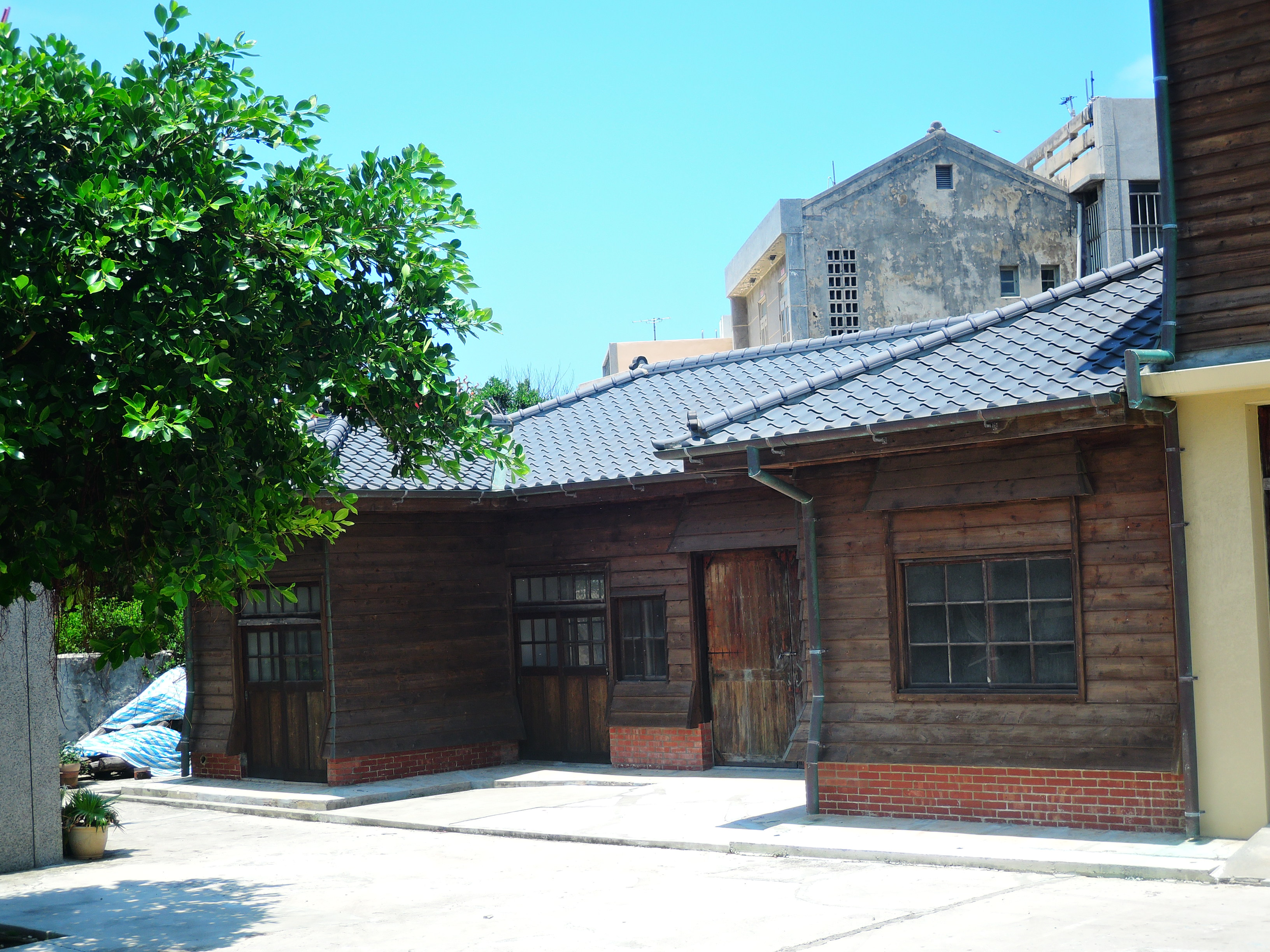
馬房
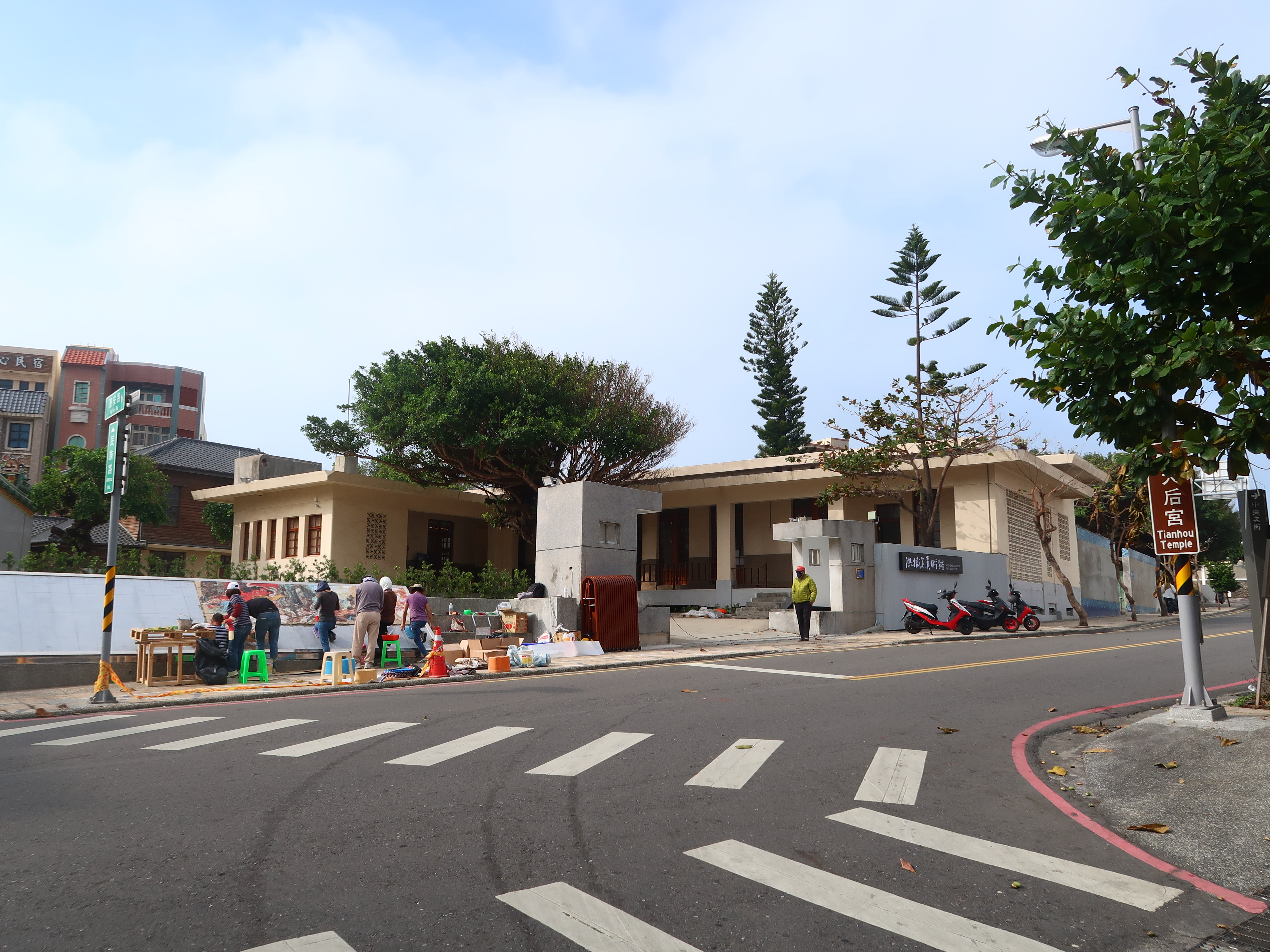
L形辦公廳遠景

## 外部連結
- 澎湖廳憲兵隊 - 澎湖知識服務平台 （页面存档备份，存于）
- -文化部iCulture-文化空間[]
- 日治時期臺灣的軍事要地 - 中央研究院 （页面存档备份，存于）